# Bekar
Bekar, pseudonimo di Alexandre Becquart (Madrid, 8 gennaio 1998), è un rapper francese.

## Biografia
Nato a Madrid ma cresciuto a Roubaix, Alexandre Becquart si appassiona all'hip hop sin da giovane, pubblicando nel 2019 il suo primo progetto, il mixtape Boréal. Il progetto ottiene un discreto successo, permettendo all'artista di ottenere visibilità soprattutto grazie alla traccia La mort a du goût. Dopo aver firmato per l'etichetta Panenka Music, il 25 settembre 2020 è la volta del secondo mixtape Briques rouges, confermandosi come uno dei principali esponenti della scena rap nella Francia settentrionale. Nell'estate 2021 pubblica l'EP Mira, un'anticipazione del terzo mixtape Mirasierra uscito nell'aprile seguente.
Il suo primo album in studio, Plus fort que l'orage, viene reso disponibile il 31 marzo 2023, e vede la partecipazione di artisti come PLK e Zinée. Il disco viene ripubblicato l'anno successivo in una nuova version intitolata Plus fort con 13 tracce inedite. Il 27 giugno 2025 ritorna con Alba, secondo album ufficiale, contenente collaborazioni con Gradur, Georgio e Yoa.

## Discografia

### Album in studio
- 2023 – Plus fort que l'orage
- 2025 – Alba

### Mixtape
- 2019 – Boréal
- 2020 – Briques rouges
- 2022 – Mirasierra

### EP
- 2021 – Mira